# Рауе
Рауе (ісп. Río Rahue) — річка в провінції Осорно регіону Лос-Лагос Чилі, ліва притока річки Ріо-Буено.

## Географія
Довжина річки становить 120 км, площа басейну дорівнює 6 510 км. Річка бере початок в західній частині озера Рупанко на висоті 141 метр. Тече в загальному північно-західному напрямку, впадає в річку Ріо-Буено приблизно в 40 км від гирла останньої.
Головні притоки: Койуеко, Дамас і Ріо-Негро.
Найбільшим містом на берегах річки є місто Осорно, адміністративний центр однойменної провінції.

## Галерея

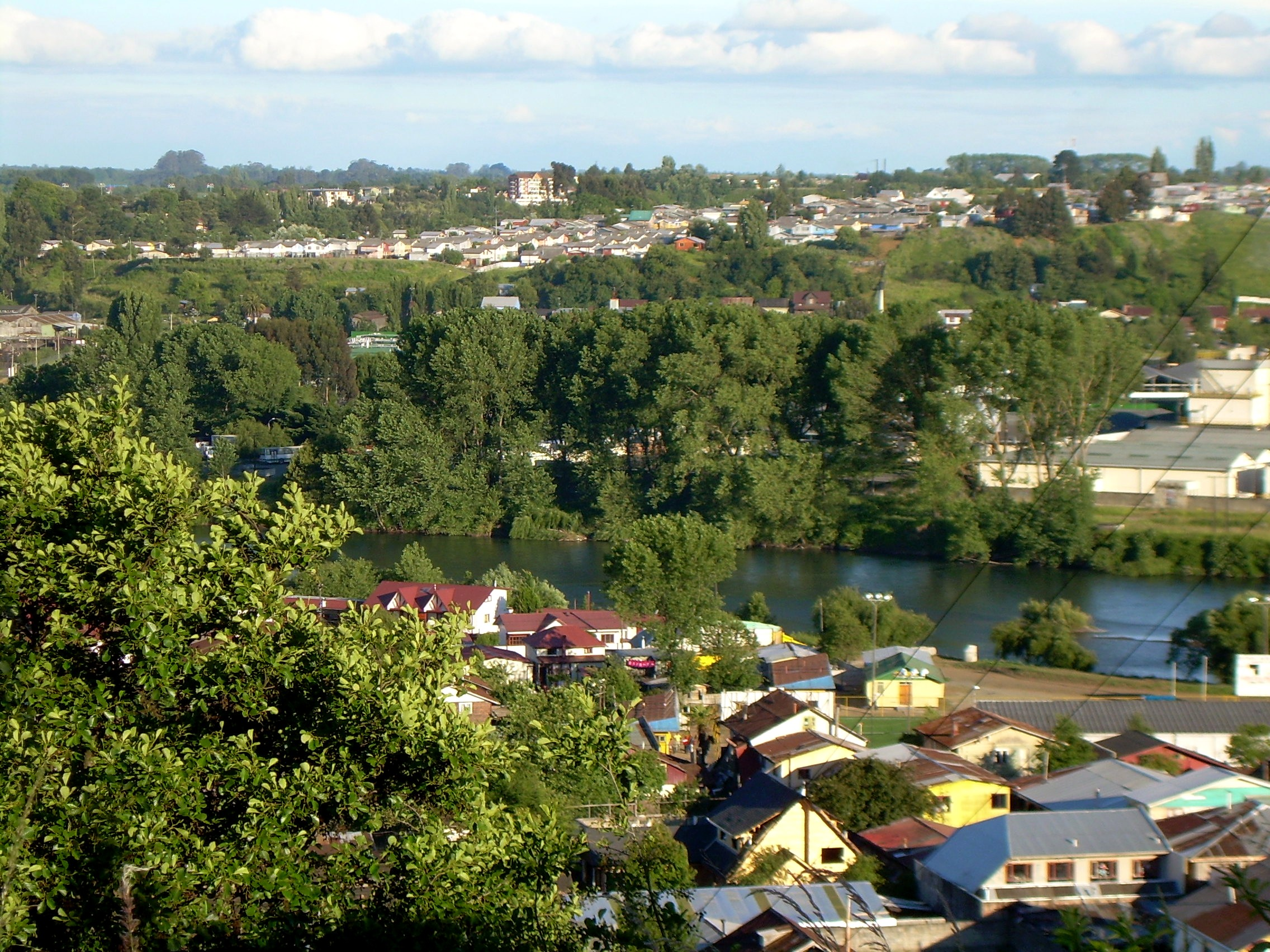
Річка Рауе в Осорно
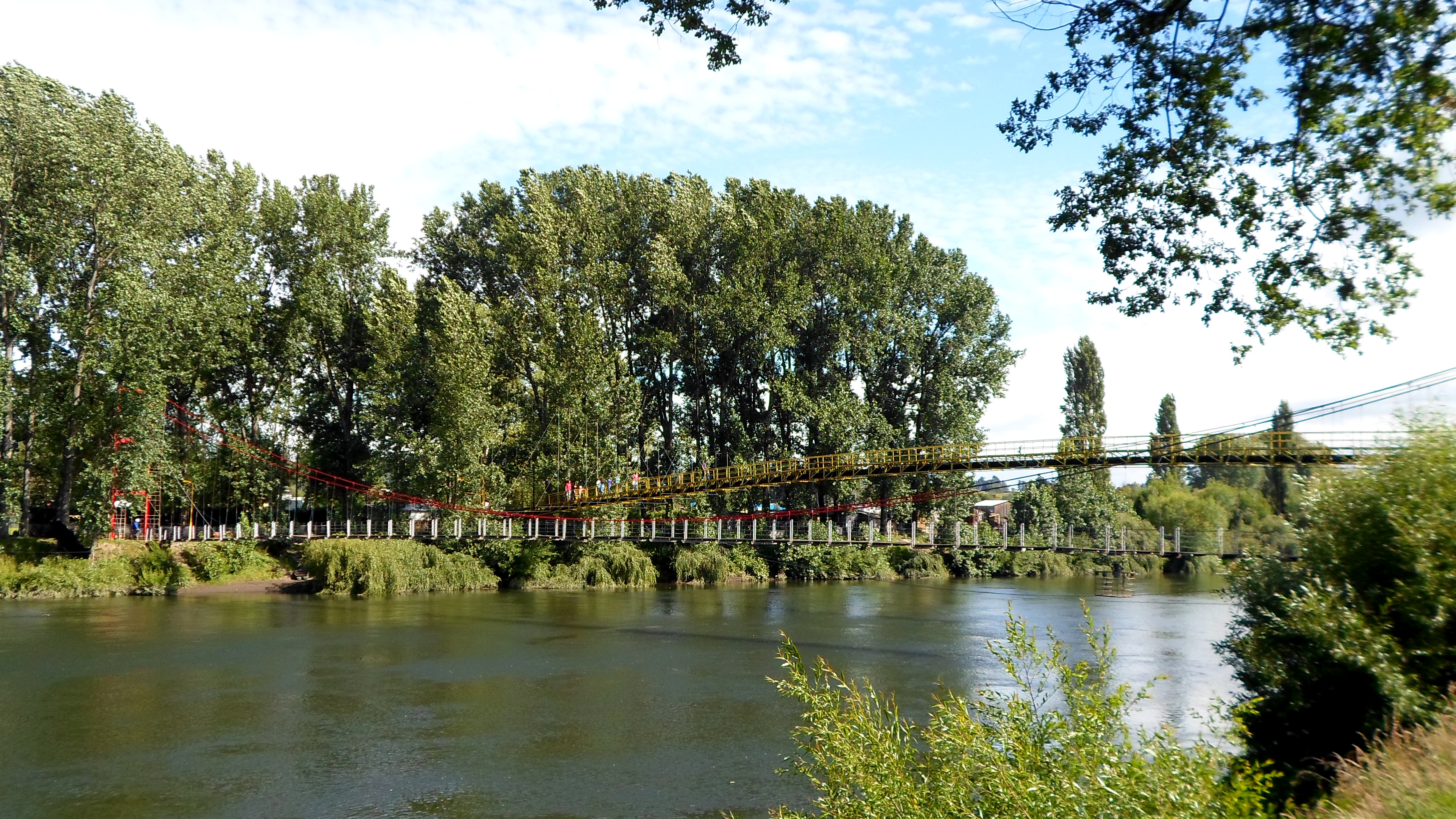
Пішохідний міст через річку Рауе
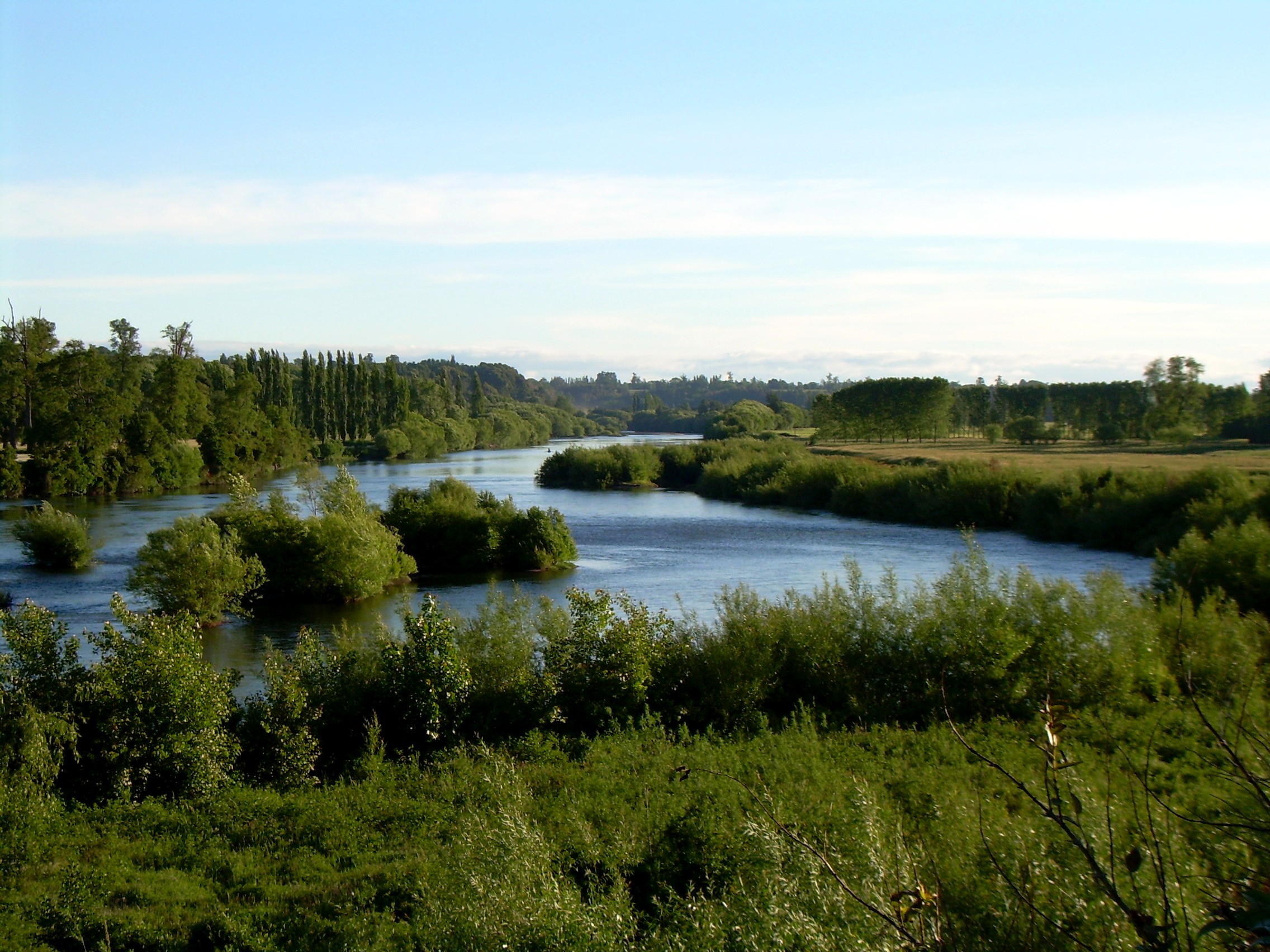
Рауе поблизу Осорно
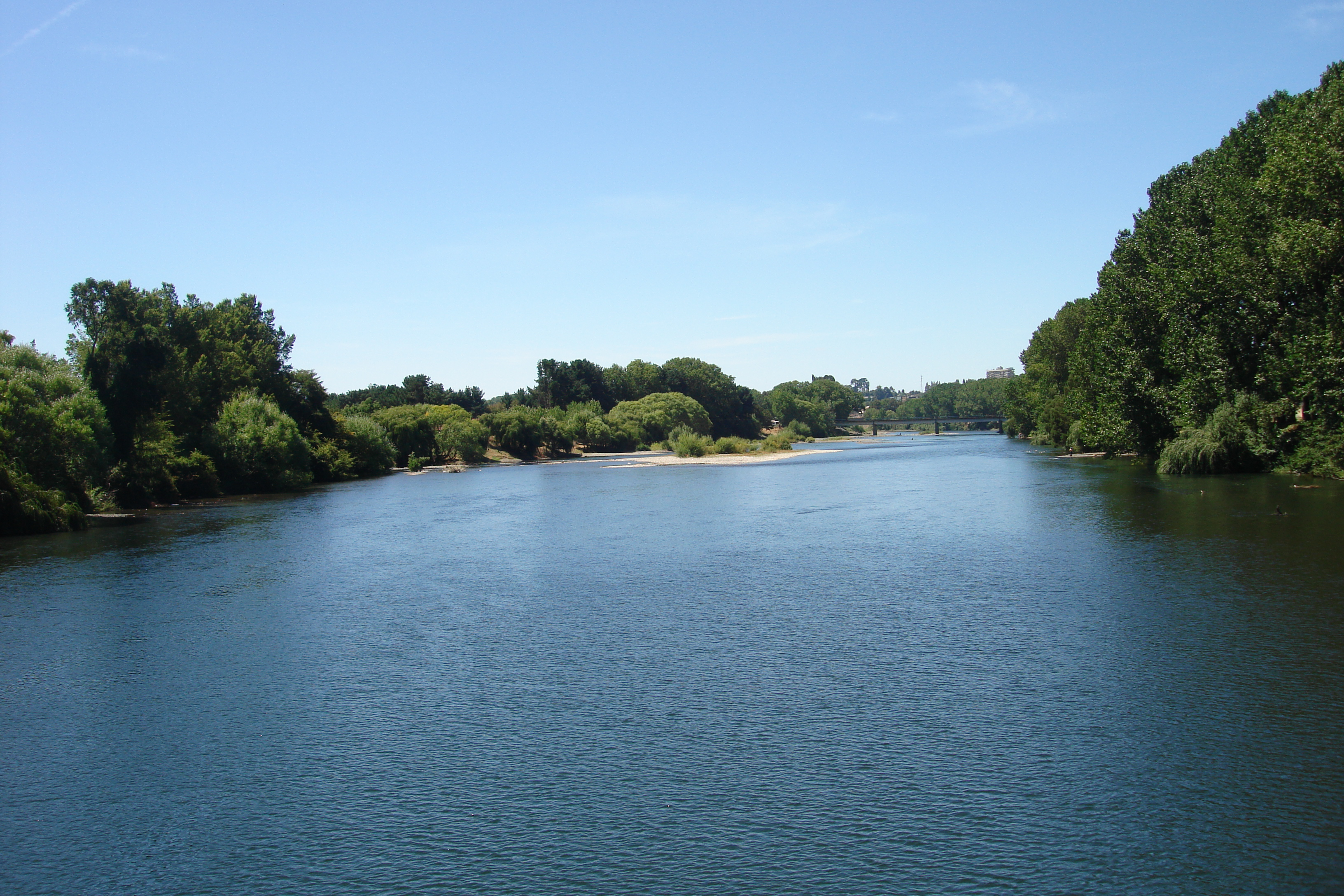